# Dick Furey
Richard Joseph Furey, detto Dick (St. Paul, 8 marzo 1925 – Mendota Heights, 8 giugno 1998), è stato un cestista e allenatore di pallacanestro statunitense, professionista nella NBL.

## Carriera
Giocò per due stagioni nella NBL, disputando complessivamente 25 partite con 2,4 punti di media.